# Volby do Senátu Parlamentu České republiky 2004
Volby do Senátu Parlamentu České republiky 2004 nebo taky Senátní volby 2004 se uskutečnily v listopadu 2004. Vítězem se stala ODS. Volila se třetina Senátu, obměnilo se tedy 27 z 81 mandátů.
První kolo senátních voleb se konalo 5. listopadu (tento den se volilo od 14.00 do 22.00 h) a 6. listopadu (volilo se v době od 8.00 do 14.00 h).
Druhé kolo voleb se podle zákona koná v obvodech, kde v 1. kole žádný kandidát nezískal nadpoloviční většinu platných hlasů. Uskutečnilo se o týden později, tj. 12. a 13. listopadu ve stejné časy, a to ve 26 obvodech (jeden kandidát byl zvolen v 1. kole).
Volit do Senátu v tom kterém kole mohl každý občan Česka, který aspoň druhý den voleb dosáhl věku 18 let. Senátorem mohl být zvolen každý občan Česka, který aspoň druhý den voleb dosáhl věku 40 let.
V roce 2004 (8.–9. 10. – první kolo) se konaly rovněž mimořádné doplňovací volby v Praze 4 a ve Znojmě (konaly se kvůli odstupení senátorů Josefa Zieleniece (Praha 4) a Vladimíra Železného (obvod se sídlem ve Znojmě), kteří byli zvoleni do Evropského parlamentu).

## Situace před volbami
V senátních volbách v Česku byly do té doby vždy úspěšnější pravicové strany (především ODS a KDU-ČSL, které vzhledem k větší věrnosti jejich voličů zvýhodňuje nižší volební účast, jež se pro senátní volby stala typickou. Volební systém rovněž umožňuje ve větší míře uspět také kandidátům menších stran a kandidátům nezávislým). 
Větší procentní podíl hlasů tradičně získává rovněž KSČM, která je však znevýhodněna většinovým volebním systémem, svou izolací v politickém spektru a nechutí většiny voličů vůči ní.

## Celkové výsledky
Už v prvním kole se ukázala jako nejúspěšnější ODS, jejíž kandidáti postoupili do druhého kola v 25 obvodech a v jednom dokonce zvítězila již v prvním  kole. Ve druhém kole jich uspělo 18 (36 senátorů). ČSSD nezískala žádný mandát (celkem v Senátu 7), KDU-ČSL 3 (celkem 14). US-DEU společně s ODA získala 1 mandát (celkem 7).
Volební účast činila v prvním kole 28,97 %, ve druhém kole klesla na 18,41 %. 

## Kandidáti a jejich úspěšnost
Nejtěsnějším vítězem se stala Ludmila Müllerová za KDU-ČSL, která ve volebním obvodě Ústí nad Orlicí porazila Jiřího Čepelku z ODS o 59 hlasů.